# Альберт Оганян
Альберт Оганян (вірм. Ալբերտ Օհանյան, нар. 14 травня 1993, Єреван) — вірменський футболіст, воротар клубу «Бананц».
Виступав, зокрема, за клуб «Пюнік», а також молодіжну збірну Вірменії.
Чемпіон Вірменії. Триразовий володар Кубка Вірменії.

## Клубна кар'єра
У дорослому футболі дебютував 2012 року виступами за команду клубу «Пюнік», в якій провів два сезони, взявши участь у 28 матчах чемпіонату. 
До складу клубу «Бананц» приєднався 2014 року.

## Виступи за збірні
У 2011 році дебютував у складі юнацької збірної Вірменії, взяв участь у 5 іграх на юнацькому рівні.
У 2012 році залучався до складу молодіжної збірної Вірменії. На молодіжному рівні зіграв в одному офіційному матчі, пропустив 1 гол.

## Титули і досягнення
- Чемпіон Вірменії (1):

«Пюнік»: 2014–15
- Володар Кубка Вірменії (3):

«Пюнік»: 2012–13, 2013–14, 2014–15